# Poutargue de Martigues
Pour un article plus général, voir Poutargue.
La poutargue de Martigues, surnommée le caviar martégal, est un mets de luxe préparé à partir d'œufs séchés de muge, nom provençal du mulet.

## Étymologie
L'origine du nom vient du provençal de norme mistralienne « boutargo » (ou botarga selon la norme classique), et de l'arabe boutharkha ou bitarikha, qui signifie « œufs de poisson salés et séchés », nom lié lui-même à la racine verbale battarikh (بطارخ) (« conserver dans de la saumure»). Cette même racine arabe est à l’origine des vocables italien bottarga et espagnol botarga notamment.

## Historique
Cette préparation est commercialisée depuis au moins le XVIIIe siècle. En 1777, Jean-Pierre Papon expliquait : « La poutargue, qu'on y fait avec les œufs des femelles des mujous ou mulets qu'on sale, quand on a bien nettoyé les ovaires, et qu'on fait sécher au soleil, après les avoir aplatis sous un poids qu'on met dessus, passe pour être fort délicate. On l'a vendue jusqu'à neuf francs la livre. On en sale tous les ans jusqu'à quarante quintaux, ce qui suppose une étonnante fécondité dans le mulet ».

## Production

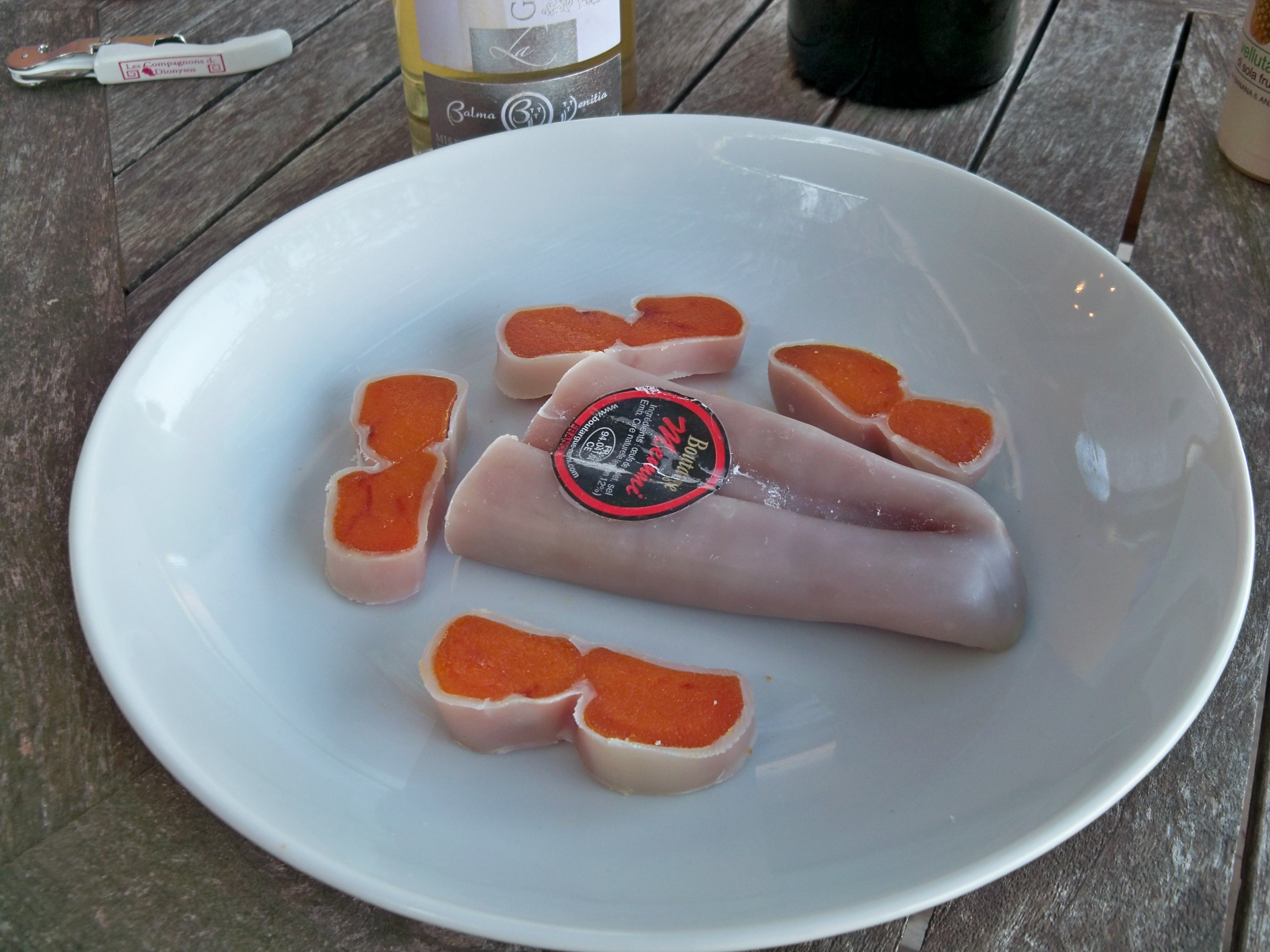
Poutargue prête à être dégustée.

Une muge femelle d'un kilogramme donne 150 grammes d'œufs qui apprêtés fournissent 120 grammes de poutargue. La production était d'environ 50 kilogrammes par an. Une seule entreprise, Le Pêcheur de Carro, située à Port-de-Bouc, depuis 1976, entretenait ce marché.